# داریو فریگو
داریو فریگو (ایتالیایی: Dario Frigo؛ زادهٔ ۱۸ سپتامبر ۱۹۷۳) دوچرخه‌سوار اهل ایتالیا است. وی در مسابقات تور دو فرانس و جیرو دیتالیا شرکت کرده است.